# Gambit Kozul
Cet article utilise la notation algébrique pour décrire des coups du jeu d'échecs.
|   | a | b | c | d | e | f | g | h |   |
| 8 | Tour noire sur case blanche a8 · Fou noir sur case blanche c8 · Dame noire sur case noire d8 · Tour noire sur case noire f8 · Roi noir sur case blanche g8 · Pion noir sur case noire a7 · Pion noir sur case blanche b7 · Pion noir sur case noire c7 · Cavalier noir sur case blanche d7 · Fou noir sur case noire g7 · Pion noir sur case blanche h7 · Pion noir sur case noire d6 · Cavalier noir sur case blanche g6 · Pion blanc sur case noire c5 · Pion blanc sur case blanche d5 · Pion noir sur case noire e5 · Pion noir sur case noire g5 · Pion blanc sur case blanche e4 · Pion noir sur case noire f4 · Cavalier blanc sur case noire c3 · Pion blanc sur case blanche f3 · Pion blanc sur case blanche a2 · Pion blanc sur case noire b2 · Fou blanc sur case blanche e2 · Fou blanc sur case noire f2 · Pion blanc sur case blanche g2 · Pion blanc sur case noire h2 · Tour blanche sur case noire c1 · Dame blanche sur case blanche d1 · Cavalier blanc sur case noire e1 · Tour blanche sur case blanche f1 · Roi blanc sur case noire g1 | Tour noire sur case blanche a8 · Fou noir sur case blanche c8 · Dame noire sur case noire d8 · Tour noire sur case noire f8 · Roi noir sur case blanche g8 · Pion noir sur case noire a7 · Pion noir sur case blanche b7 · Pion noir sur case noire c7 · Cavalier noir sur case blanche d7 · Fou noir sur case noire g7 · Pion noir sur case blanche h7 · Pion noir sur case noire d6 · Cavalier noir sur case blanche g6 · Pion blanc sur case noire c5 · Pion blanc sur case blanche d5 · Pion noir sur case noire e5 · Pion noir sur case noire g5 · Pion blanc sur case blanche e4 · Pion noir sur case noire f4 · Cavalier blanc sur case noire c3 · Pion blanc sur case blanche f3 · Pion blanc sur case blanche a2 · Pion blanc sur case noire b2 · Fou blanc sur case blanche e2 · Fou blanc sur case noire f2 · Pion blanc sur case blanche g2 · Pion blanc sur case noire h2 · Tour blanche sur case noire c1 · Dame blanche sur case blanche d1 · Cavalier blanc sur case noire e1 · Tour blanche sur case blanche f1 · Roi blanc sur case noire g1 | Tour noire sur case blanche a8 · Fou noir sur case blanche c8 · Dame noire sur case noire d8 · Tour noire sur case noire f8 · Roi noir sur case blanche g8 · Pion noir sur case noire a7 · Pion noir sur case blanche b7 · Pion noir sur case noire c7 · Cavalier noir sur case blanche d7 · Fou noir sur case noire g7 · Pion noir sur case blanche h7 · Pion noir sur case noire d6 · Cavalier noir sur case blanche g6 · Pion blanc sur case noire c5 · Pion blanc sur case blanche d5 · Pion noir sur case noire e5 · Pion noir sur case noire g5 · Pion blanc sur case blanche e4 · Pion noir sur case noire f4 · Cavalier blanc sur case noire c3 · Pion blanc sur case blanche f3 · Pion blanc sur case blanche a2 · Pion blanc sur case noire b2 · Fou blanc sur case blanche e2 · Fou blanc sur case noire f2 · Pion blanc sur case blanche g2 · Pion blanc sur case noire h2 · Tour blanche sur case noire c1 · Dame blanche sur case blanche d1 · Cavalier blanc sur case noire e1 · Tour blanche sur case blanche f1 · Roi blanc sur case noire g1 | Tour noire sur case blanche a8 · Fou noir sur case blanche c8 · Dame noire sur case noire d8 · Tour noire sur case noire f8 · Roi noir sur case blanche g8 · Pion noir sur case noire a7 · Pion noir sur case blanche b7 · Pion noir sur case noire c7 · Cavalier noir sur case blanche d7 · Fou noir sur case noire g7 · Pion noir sur case blanche h7 · Pion noir sur case noire d6 · Cavalier noir sur case blanche g6 · Pion blanc sur case noire c5 · Pion blanc sur case blanche d5 · Pion noir sur case noire e5 · Pion noir sur case noire g5 · Pion blanc sur case blanche e4 · Pion noir sur case noire f4 · Cavalier blanc sur case noire c3 · Pion blanc sur case blanche f3 · Pion blanc sur case blanche a2 · Pion blanc sur case noire b2 · Fou blanc sur case blanche e2 · Fou blanc sur case noire f2 · Pion blanc sur case blanche g2 · Pion blanc sur case noire h2 · Tour blanche sur case noire c1 · Dame blanche sur case blanche d1 · Cavalier blanc sur case noire e1 · Tour blanche sur case blanche f1 · Roi blanc sur case noire g1 | Tour noire sur case blanche a8 · Fou noir sur case blanche c8 · Dame noire sur case noire d8 · Tour noire sur case noire f8 · Roi noir sur case blanche g8 · Pion noir sur case noire a7 · Pion noir sur case blanche b7 · Pion noir sur case noire c7 · Cavalier noir sur case blanche d7 · Fou noir sur case noire g7 · Pion noir sur case blanche h7 · Pion noir sur case noire d6 · Cavalier noir sur case blanche g6 · Pion blanc sur case noire c5 · Pion blanc sur case blanche d5 · Pion noir sur case noire e5 · Pion noir sur case noire g5 · Pion blanc sur case blanche e4 · Pion noir sur case noire f4 · Cavalier blanc sur case noire c3 · Pion blanc sur case blanche f3 · Pion blanc sur case blanche a2 · Pion blanc sur case noire b2 · Fou blanc sur case blanche e2 · Fou blanc sur case noire f2 · Pion blanc sur case blanche g2 · Pion blanc sur case noire h2 · Tour blanche sur case noire c1 · Dame blanche sur case blanche d1 · Cavalier blanc sur case noire e1 · Tour blanche sur case blanche f1 · Roi blanc sur case noire g1 | Tour noire sur case blanche a8 · Fou noir sur case blanche c8 · Dame noire sur case noire d8 · Tour noire sur case noire f8 · Roi noir sur case blanche g8 · Pion noir sur case noire a7 · Pion noir sur case blanche b7 · Pion noir sur case noire c7 · Cavalier noir sur case blanche d7 · Fou noir sur case noire g7 · Pion noir sur case blanche h7 · Pion noir sur case noire d6 · Cavalier noir sur case blanche g6 · Pion blanc sur case noire c5 · Pion blanc sur case blanche d5 · Pion noir sur case noire e5 · Pion noir sur case noire g5 · Pion blanc sur case blanche e4 · Pion noir sur case noire f4 · Cavalier blanc sur case noire c3 · Pion blanc sur case blanche f3 · Pion blanc sur case blanche a2 · Pion blanc sur case noire b2 · Fou blanc sur case blanche e2 · Fou blanc sur case noire f2 · Pion blanc sur case blanche g2 · Pion blanc sur case noire h2 · Tour blanche sur case noire c1 · Dame blanche sur case blanche d1 · Cavalier blanc sur case noire e1 · Tour blanche sur case blanche f1 · Roi blanc sur case noire g1 | Tour noire sur case blanche a8 · Fou noir sur case blanche c8 · Dame noire sur case noire d8 · Tour noire sur case noire f8 · Roi noir sur case blanche g8 · Pion noir sur case noire a7 · Pion noir sur case blanche b7 · Pion noir sur case noire c7 · Cavalier noir sur case blanche d7 · Fou noir sur case noire g7 · Pion noir sur case blanche h7 · Pion noir sur case noire d6 · Cavalier noir sur case blanche g6 · Pion blanc sur case noire c5 · Pion blanc sur case blanche d5 · Pion noir sur case noire e5 · Pion noir sur case noire g5 · Pion blanc sur case blanche e4 · Pion noir sur case noire f4 · Cavalier blanc sur case noire c3 · Pion blanc sur case blanche f3 · Pion blanc sur case blanche a2 · Pion blanc sur case noire b2 · Fou blanc sur case blanche e2 · Fou blanc sur case noire f2 · Pion blanc sur case blanche g2 · Pion blanc sur case noire h2 · Tour blanche sur case noire c1 · Dame blanche sur case blanche d1 · Cavalier blanc sur case noire e1 · Tour blanche sur case blanche f1 · Roi blanc sur case noire g1 | Tour noire sur case blanche a8 · Fou noir sur case blanche c8 · Dame noire sur case noire d8 · Tour noire sur case noire f8 · Roi noir sur case blanche g8 · Pion noir sur case noire a7 · Pion noir sur case blanche b7 · Pion noir sur case noire c7 · Cavalier noir sur case blanche d7 · Fou noir sur case noire g7 · Pion noir sur case blanche h7 · Pion noir sur case noire d6 · Cavalier noir sur case blanche g6 · Pion blanc sur case noire c5 · Pion blanc sur case blanche d5 · Pion noir sur case noire e5 · Pion noir sur case noire g5 · Pion blanc sur case blanche e4 · Pion noir sur case noire f4 · Cavalier blanc sur case noire c3 · Pion blanc sur case blanche f3 · Pion blanc sur case blanche a2 · Pion blanc sur case noire b2 · Fou blanc sur case blanche e2 · Fou blanc sur case noire f2 · Pion blanc sur case blanche g2 · Pion blanc sur case noire h2 · Tour blanche sur case noire c1 · Dame blanche sur case blanche d1 · Cavalier blanc sur case noire e1 · Tour blanche sur case blanche f1 · Roi blanc sur case noire g1 | 8 |
| 7 | Tour noire sur case blanche a8 · Fou noir sur case blanche c8 · Dame noire sur case noire d8 · Tour noire sur case noire f8 · Roi noir sur case blanche g8 · Pion noir sur case noire a7 · Pion noir sur case blanche b7 · Pion noir sur case noire c7 · Cavalier noir sur case blanche d7 · Fou noir sur case noire g7 · Pion noir sur case blanche h7 · Pion noir sur case noire d6 · Cavalier noir sur case blanche g6 · Pion blanc sur case noire c5 · Pion blanc sur case blanche d5 · Pion noir sur case noire e5 · Pion noir sur case noire g5 · Pion blanc sur case blanche e4 · Pion noir sur case noire f4 · Cavalier blanc sur case noire c3 · Pion blanc sur case blanche f3 · Pion blanc sur case blanche a2 · Pion blanc sur case noire b2 · Fou blanc sur case blanche e2 · Fou blanc sur case noire f2 · Pion blanc sur case blanche g2 · Pion blanc sur case noire h2 · Tour blanche sur case noire c1 · Dame blanche sur case blanche d1 · Cavalier blanc sur case noire e1 · Tour blanche sur case blanche f1 · Roi blanc sur case noire g1 | Tour noire sur case blanche a8 · Fou noir sur case blanche c8 · Dame noire sur case noire d8 · Tour noire sur case noire f8 · Roi noir sur case blanche g8 · Pion noir sur case noire a7 · Pion noir sur case blanche b7 · Pion noir sur case noire c7 · Cavalier noir sur case blanche d7 · Fou noir sur case noire g7 · Pion noir sur case blanche h7 · Pion noir sur case noire d6 · Cavalier noir sur case blanche g6 · Pion blanc sur case noire c5 · Pion blanc sur case blanche d5 · Pion noir sur case noire e5 · Pion noir sur case noire g5 · Pion blanc sur case blanche e4 · Pion noir sur case noire f4 · Cavalier blanc sur case noire c3 · Pion blanc sur case blanche f3 · Pion blanc sur case blanche a2 · Pion blanc sur case noire b2 · Fou blanc sur case blanche e2 · Fou blanc sur case noire f2 · Pion blanc sur case blanche g2 · Pion blanc sur case noire h2 · Tour blanche sur case noire c1 · Dame blanche sur case blanche d1 · Cavalier blanc sur case noire e1 · Tour blanche sur case blanche f1 · Roi blanc sur case noire g1 | Tour noire sur case blanche a8 · Fou noir sur case blanche c8 · Dame noire sur case noire d8 · Tour noire sur case noire f8 · Roi noir sur case blanche g8 · Pion noir sur case noire a7 · Pion noir sur case blanche b7 · Pion noir sur case noire c7 · Cavalier noir sur case blanche d7 · Fou noir sur case noire g7 · Pion noir sur case blanche h7 · Pion noir sur case noire d6 · Cavalier noir sur case blanche g6 · Pion blanc sur case noire c5 · Pion blanc sur case blanche d5 · Pion noir sur case noire e5 · Pion noir sur case noire g5 · Pion blanc sur case blanche e4 · Pion noir sur case noire f4 · Cavalier blanc sur case noire c3 · Pion blanc sur case blanche f3 · Pion blanc sur case blanche a2 · Pion blanc sur case noire b2 · Fou blanc sur case blanche e2 · Fou blanc sur case noire f2 · Pion blanc sur case blanche g2 · Pion blanc sur case noire h2 · Tour blanche sur case noire c1 · Dame blanche sur case blanche d1 · Cavalier blanc sur case noire e1 · Tour blanche sur case blanche f1 · Roi blanc sur case noire g1 | Tour noire sur case blanche a8 · Fou noir sur case blanche c8 · Dame noire sur case noire d8 · Tour noire sur case noire f8 · Roi noir sur case blanche g8 · Pion noir sur case noire a7 · Pion noir sur case blanche b7 · Pion noir sur case noire c7 · Cavalier noir sur case blanche d7 · Fou noir sur case noire g7 · Pion noir sur case blanche h7 · Pion noir sur case noire d6 · Cavalier noir sur case blanche g6 · Pion blanc sur case noire c5 · Pion blanc sur case blanche d5 · Pion noir sur case noire e5 · Pion noir sur case noire g5 · Pion blanc sur case blanche e4 · Pion noir sur case noire f4 · Cavalier blanc sur case noire c3 · Pion blanc sur case blanche f3 · Pion blanc sur case blanche a2 · Pion blanc sur case noire b2 · Fou blanc sur case blanche e2 · Fou blanc sur case noire f2 · Pion blanc sur case blanche g2 · Pion blanc sur case noire h2 · Tour blanche sur case noire c1 · Dame blanche sur case blanche d1 · Cavalier blanc sur case noire e1 · Tour blanche sur case blanche f1 · Roi blanc sur case noire g1 | Tour noire sur case blanche a8 · Fou noir sur case blanche c8 · Dame noire sur case noire d8 · Tour noire sur case noire f8 · Roi noir sur case blanche g8 · Pion noir sur case noire a7 · Pion noir sur case blanche b7 · Pion noir sur case noire c7 · Cavalier noir sur case blanche d7 · Fou noir sur case noire g7 · Pion noir sur case blanche h7 · Pion noir sur case noire d6 · Cavalier noir sur case blanche g6 · Pion blanc sur case noire c5 · Pion blanc sur case blanche d5 · Pion noir sur case noire e5 · Pion noir sur case noire g5 · Pion blanc sur case blanche e4 · Pion noir sur case noire f4 · Cavalier blanc sur case noire c3 · Pion blanc sur case blanche f3 · Pion blanc sur case blanche a2 · Pion blanc sur case noire b2 · Fou blanc sur case blanche e2 · Fou blanc sur case noire f2 · Pion blanc sur case blanche g2 · Pion blanc sur case noire h2 · Tour blanche sur case noire c1 · Dame blanche sur case blanche d1 · Cavalier blanc sur case noire e1 · Tour blanche sur case blanche f1 · Roi blanc sur case noire g1 | Tour noire sur case blanche a8 · Fou noir sur case blanche c8 · Dame noire sur case noire d8 · Tour noire sur case noire f8 · Roi noir sur case blanche g8 · Pion noir sur case noire a7 · Pion noir sur case blanche b7 · Pion noir sur case noire c7 · Cavalier noir sur case blanche d7 · Fou noir sur case noire g7 · Pion noir sur case blanche h7 · Pion noir sur case noire d6 · Cavalier noir sur case blanche g6 · Pion blanc sur case noire c5 · Pion blanc sur case blanche d5 · Pion noir sur case noire e5 · Pion noir sur case noire g5 · Pion blanc sur case blanche e4 · Pion noir sur case noire f4 · Cavalier blanc sur case noire c3 · Pion blanc sur case blanche f3 · Pion blanc sur case blanche a2 · Pion blanc sur case noire b2 · Fou blanc sur case blanche e2 · Fou blanc sur case noire f2 · Pion blanc sur case blanche g2 · Pion blanc sur case noire h2 · Tour blanche sur case noire c1 · Dame blanche sur case blanche d1 · Cavalier blanc sur case noire e1 · Tour blanche sur case blanche f1 · Roi blanc sur case noire g1 | Tour noire sur case blanche a8 · Fou noir sur case blanche c8 · Dame noire sur case noire d8 · Tour noire sur case noire f8 · Roi noir sur case blanche g8 · Pion noir sur case noire a7 · Pion noir sur case blanche b7 · Pion noir sur case noire c7 · Cavalier noir sur case blanche d7 · Fou noir sur case noire g7 · Pion noir sur case blanche h7 · Pion noir sur case noire d6 · Cavalier noir sur case blanche g6 · Pion blanc sur case noire c5 · Pion blanc sur case blanche d5 · Pion noir sur case noire e5 · Pion noir sur case noire g5 · Pion blanc sur case blanche e4 · Pion noir sur case noire f4 · Cavalier blanc sur case noire c3 · Pion blanc sur case blanche f3 · Pion blanc sur case blanche a2 · Pion blanc sur case noire b2 · Fou blanc sur case blanche e2 · Fou blanc sur case noire f2 · Pion blanc sur case blanche g2 · Pion blanc sur case noire h2 · Tour blanche sur case noire c1 · Dame blanche sur case blanche d1 · Cavalier blanc sur case noire e1 · Tour blanche sur case blanche f1 · Roi blanc sur case noire g1 | Tour noire sur case blanche a8 · Fou noir sur case blanche c8 · Dame noire sur case noire d8 · Tour noire sur case noire f8 · Roi noir sur case blanche g8 · Pion noir sur case noire a7 · Pion noir sur case blanche b7 · Pion noir sur case noire c7 · Cavalier noir sur case blanche d7 · Fou noir sur case noire g7 · Pion noir sur case blanche h7 · Pion noir sur case noire d6 · Cavalier noir sur case blanche g6 · Pion blanc sur case noire c5 · Pion blanc sur case blanche d5 · Pion noir sur case noire e5 · Pion noir sur case noire g5 · Pion blanc sur case blanche e4 · Pion noir sur case noire f4 · Cavalier blanc sur case noire c3 · Pion blanc sur case blanche f3 · Pion blanc sur case blanche a2 · Pion blanc sur case noire b2 · Fou blanc sur case blanche e2 · Fou blanc sur case noire f2 · Pion blanc sur case blanche g2 · Pion blanc sur case noire h2 · Tour blanche sur case noire c1 · Dame blanche sur case blanche d1 · Cavalier blanc sur case noire e1 · Tour blanche sur case blanche f1 · Roi blanc sur case noire g1 | 7 |
| 6 | Tour noire sur case blanche a8 · Fou noir sur case blanche c8 · Dame noire sur case noire d8 · Tour noire sur case noire f8 · Roi noir sur case blanche g8 · Pion noir sur case noire a7 · Pion noir sur case blanche b7 · Pion noir sur case noire c7 · Cavalier noir sur case blanche d7 · Fou noir sur case noire g7 · Pion noir sur case blanche h7 · Pion noir sur case noire d6 · Cavalier noir sur case blanche g6 · Pion blanc sur case noire c5 · Pion blanc sur case blanche d5 · Pion noir sur case noire e5 · Pion noir sur case noire g5 · Pion blanc sur case blanche e4 · Pion noir sur case noire f4 · Cavalier blanc sur case noire c3 · Pion blanc sur case blanche f3 · Pion blanc sur case blanche a2 · Pion blanc sur case noire b2 · Fou blanc sur case blanche e2 · Fou blanc sur case noire f2 · Pion blanc sur case blanche g2 · Pion blanc sur case noire h2 · Tour blanche sur case noire c1 · Dame blanche sur case blanche d1 · Cavalier blanc sur case noire e1 · Tour blanche sur case blanche f1 · Roi blanc sur case noire g1 | Tour noire sur case blanche a8 · Fou noir sur case blanche c8 · Dame noire sur case noire d8 · Tour noire sur case noire f8 · Roi noir sur case blanche g8 · Pion noir sur case noire a7 · Pion noir sur case blanche b7 · Pion noir sur case noire c7 · Cavalier noir sur case blanche d7 · Fou noir sur case noire g7 · Pion noir sur case blanche h7 · Pion noir sur case noire d6 · Cavalier noir sur case blanche g6 · Pion blanc sur case noire c5 · Pion blanc sur case blanche d5 · Pion noir sur case noire e5 · Pion noir sur case noire g5 · Pion blanc sur case blanche e4 · Pion noir sur case noire f4 · Cavalier blanc sur case noire c3 · Pion blanc sur case blanche f3 · Pion blanc sur case blanche a2 · Pion blanc sur case noire b2 · Fou blanc sur case blanche e2 · Fou blanc sur case noire f2 · Pion blanc sur case blanche g2 · Pion blanc sur case noire h2 · Tour blanche sur case noire c1 · Dame blanche sur case blanche d1 · Cavalier blanc sur case noire e1 · Tour blanche sur case blanche f1 · Roi blanc sur case noire g1 | Tour noire sur case blanche a8 · Fou noir sur case blanche c8 · Dame noire sur case noire d8 · Tour noire sur case noire f8 · Roi noir sur case blanche g8 · Pion noir sur case noire a7 · Pion noir sur case blanche b7 · Pion noir sur case noire c7 · Cavalier noir sur case blanche d7 · Fou noir sur case noire g7 · Pion noir sur case blanche h7 · Pion noir sur case noire d6 · Cavalier noir sur case blanche g6 · Pion blanc sur case noire c5 · Pion blanc sur case blanche d5 · Pion noir sur case noire e5 · Pion noir sur case noire g5 · Pion blanc sur case blanche e4 · Pion noir sur case noire f4 · Cavalier blanc sur case noire c3 · Pion blanc sur case blanche f3 · Pion blanc sur case blanche a2 · Pion blanc sur case noire b2 · Fou blanc sur case blanche e2 · Fou blanc sur case noire f2 · Pion blanc sur case blanche g2 · Pion blanc sur case noire h2 · Tour blanche sur case noire c1 · Dame blanche sur case blanche d1 · Cavalier blanc sur case noire e1 · Tour blanche sur case blanche f1 · Roi blanc sur case noire g1 | Tour noire sur case blanche a8 · Fou noir sur case blanche c8 · Dame noire sur case noire d8 · Tour noire sur case noire f8 · Roi noir sur case blanche g8 · Pion noir sur case noire a7 · Pion noir sur case blanche b7 · Pion noir sur case noire c7 · Cavalier noir sur case blanche d7 · Fou noir sur case noire g7 · Pion noir sur case blanche h7 · Pion noir sur case noire d6 · Cavalier noir sur case blanche g6 · Pion blanc sur case noire c5 · Pion blanc sur case blanche d5 · Pion noir sur case noire e5 · Pion noir sur case noire g5 · Pion blanc sur case blanche e4 · Pion noir sur case noire f4 · Cavalier blanc sur case noire c3 · Pion blanc sur case blanche f3 · Pion blanc sur case blanche a2 · Pion blanc sur case noire b2 · Fou blanc sur case blanche e2 · Fou blanc sur case noire f2 · Pion blanc sur case blanche g2 · Pion blanc sur case noire h2 · Tour blanche sur case noire c1 · Dame blanche sur case blanche d1 · Cavalier blanc sur case noire e1 · Tour blanche sur case blanche f1 · Roi blanc sur case noire g1 | Tour noire sur case blanche a8 · Fou noir sur case blanche c8 · Dame noire sur case noire d8 · Tour noire sur case noire f8 · Roi noir sur case blanche g8 · Pion noir sur case noire a7 · Pion noir sur case blanche b7 · Pion noir sur case noire c7 · Cavalier noir sur case blanche d7 · Fou noir sur case noire g7 · Pion noir sur case blanche h7 · Pion noir sur case noire d6 · Cavalier noir sur case blanche g6 · Pion blanc sur case noire c5 · Pion blanc sur case blanche d5 · Pion noir sur case noire e5 · Pion noir sur case noire g5 · Pion blanc sur case blanche e4 · Pion noir sur case noire f4 · Cavalier blanc sur case noire c3 · Pion blanc sur case blanche f3 · Pion blanc sur case blanche a2 · Pion blanc sur case noire b2 · Fou blanc sur case blanche e2 · Fou blanc sur case noire f2 · Pion blanc sur case blanche g2 · Pion blanc sur case noire h2 · Tour blanche sur case noire c1 · Dame blanche sur case blanche d1 · Cavalier blanc sur case noire e1 · Tour blanche sur case blanche f1 · Roi blanc sur case noire g1 | Tour noire sur case blanche a8 · Fou noir sur case blanche c8 · Dame noire sur case noire d8 · Tour noire sur case noire f8 · Roi noir sur case blanche g8 · Pion noir sur case noire a7 · Pion noir sur case blanche b7 · Pion noir sur case noire c7 · Cavalier noir sur case blanche d7 · Fou noir sur case noire g7 · Pion noir sur case blanche h7 · Pion noir sur case noire d6 · Cavalier noir sur case blanche g6 · Pion blanc sur case noire c5 · Pion blanc sur case blanche d5 · Pion noir sur case noire e5 · Pion noir sur case noire g5 · Pion blanc sur case blanche e4 · Pion noir sur case noire f4 · Cavalier blanc sur case noire c3 · Pion blanc sur case blanche f3 · Pion blanc sur case blanche a2 · Pion blanc sur case noire b2 · Fou blanc sur case blanche e2 · Fou blanc sur case noire f2 · Pion blanc sur case blanche g2 · Pion blanc sur case noire h2 · Tour blanche sur case noire c1 · Dame blanche sur case blanche d1 · Cavalier blanc sur case noire e1 · Tour blanche sur case blanche f1 · Roi blanc sur case noire g1 | Tour noire sur case blanche a8 · Fou noir sur case blanche c8 · Dame noire sur case noire d8 · Tour noire sur case noire f8 · Roi noir sur case blanche g8 · Pion noir sur case noire a7 · Pion noir sur case blanche b7 · Pion noir sur case noire c7 · Cavalier noir sur case blanche d7 · Fou noir sur case noire g7 · Pion noir sur case blanche h7 · Pion noir sur case noire d6 · Cavalier noir sur case blanche g6 · Pion blanc sur case noire c5 · Pion blanc sur case blanche d5 · Pion noir sur case noire e5 · Pion noir sur case noire g5 · Pion blanc sur case blanche e4 · Pion noir sur case noire f4 · Cavalier blanc sur case noire c3 · Pion blanc sur case blanche f3 · Pion blanc sur case blanche a2 · Pion blanc sur case noire b2 · Fou blanc sur case blanche e2 · Fou blanc sur case noire f2 · Pion blanc sur case blanche g2 · Pion blanc sur case noire h2 · Tour blanche sur case noire c1 · Dame blanche sur case blanche d1 · Cavalier blanc sur case noire e1 · Tour blanche sur case blanche f1 · Roi blanc sur case noire g1 | Tour noire sur case blanche a8 · Fou noir sur case blanche c8 · Dame noire sur case noire d8 · Tour noire sur case noire f8 · Roi noir sur case blanche g8 · Pion noir sur case noire a7 · Pion noir sur case blanche b7 · Pion noir sur case noire c7 · Cavalier noir sur case blanche d7 · Fou noir sur case noire g7 · Pion noir sur case blanche h7 · Pion noir sur case noire d6 · Cavalier noir sur case blanche g6 · Pion blanc sur case noire c5 · Pion blanc sur case blanche d5 · Pion noir sur case noire e5 · Pion noir sur case noire g5 · Pion blanc sur case blanche e4 · Pion noir sur case noire f4 · Cavalier blanc sur case noire c3 · Pion blanc sur case blanche f3 · Pion blanc sur case blanche a2 · Pion blanc sur case noire b2 · Fou blanc sur case blanche e2 · Fou blanc sur case noire f2 · Pion blanc sur case blanche g2 · Pion blanc sur case noire h2 · Tour blanche sur case noire c1 · Dame blanche sur case blanche d1 · Cavalier blanc sur case noire e1 · Tour blanche sur case blanche f1 · Roi blanc sur case noire g1 | 6 |
| 5 | Tour noire sur case blanche a8 · Fou noir sur case blanche c8 · Dame noire sur case noire d8 · Tour noire sur case noire f8 · Roi noir sur case blanche g8 · Pion noir sur case noire a7 · Pion noir sur case blanche b7 · Pion noir sur case noire c7 · Cavalier noir sur case blanche d7 · Fou noir sur case noire g7 · Pion noir sur case blanche h7 · Pion noir sur case noire d6 · Cavalier noir sur case blanche g6 · Pion blanc sur case noire c5 · Pion blanc sur case blanche d5 · Pion noir sur case noire e5 · Pion noir sur case noire g5 · Pion blanc sur case blanche e4 · Pion noir sur case noire f4 · Cavalier blanc sur case noire c3 · Pion blanc sur case blanche f3 · Pion blanc sur case blanche a2 · Pion blanc sur case noire b2 · Fou blanc sur case blanche e2 · Fou blanc sur case noire f2 · Pion blanc sur case blanche g2 · Pion blanc sur case noire h2 · Tour blanche sur case noire c1 · Dame blanche sur case blanche d1 · Cavalier blanc sur case noire e1 · Tour blanche sur case blanche f1 · Roi blanc sur case noire g1 | Tour noire sur case blanche a8 · Fou noir sur case blanche c8 · Dame noire sur case noire d8 · Tour noire sur case noire f8 · Roi noir sur case blanche g8 · Pion noir sur case noire a7 · Pion noir sur case blanche b7 · Pion noir sur case noire c7 · Cavalier noir sur case blanche d7 · Fou noir sur case noire g7 · Pion noir sur case blanche h7 · Pion noir sur case noire d6 · Cavalier noir sur case blanche g6 · Pion blanc sur case noire c5 · Pion blanc sur case blanche d5 · Pion noir sur case noire e5 · Pion noir sur case noire g5 · Pion blanc sur case blanche e4 · Pion noir sur case noire f4 · Cavalier blanc sur case noire c3 · Pion blanc sur case blanche f3 · Pion blanc sur case blanche a2 · Pion blanc sur case noire b2 · Fou blanc sur case blanche e2 · Fou blanc sur case noire f2 · Pion blanc sur case blanche g2 · Pion blanc sur case noire h2 · Tour blanche sur case noire c1 · Dame blanche sur case blanche d1 · Cavalier blanc sur case noire e1 · Tour blanche sur case blanche f1 · Roi blanc sur case noire g1 | Tour noire sur case blanche a8 · Fou noir sur case blanche c8 · Dame noire sur case noire d8 · Tour noire sur case noire f8 · Roi noir sur case blanche g8 · Pion noir sur case noire a7 · Pion noir sur case blanche b7 · Pion noir sur case noire c7 · Cavalier noir sur case blanche d7 · Fou noir sur case noire g7 · Pion noir sur case blanche h7 · Pion noir sur case noire d6 · Cavalier noir sur case blanche g6 · Pion blanc sur case noire c5 · Pion blanc sur case blanche d5 · Pion noir sur case noire e5 · Pion noir sur case noire g5 · Pion blanc sur case blanche e4 · Pion noir sur case noire f4 · Cavalier blanc sur case noire c3 · Pion blanc sur case blanche f3 · Pion blanc sur case blanche a2 · Pion blanc sur case noire b2 · Fou blanc sur case blanche e2 · Fou blanc sur case noire f2 · Pion blanc sur case blanche g2 · Pion blanc sur case noire h2 · Tour blanche sur case noire c1 · Dame blanche sur case blanche d1 · Cavalier blanc sur case noire e1 · Tour blanche sur case blanche f1 · Roi blanc sur case noire g1 | Tour noire sur case blanche a8 · Fou noir sur case blanche c8 · Dame noire sur case noire d8 · Tour noire sur case noire f8 · Roi noir sur case blanche g8 · Pion noir sur case noire a7 · Pion noir sur case blanche b7 · Pion noir sur case noire c7 · Cavalier noir sur case blanche d7 · Fou noir sur case noire g7 · Pion noir sur case blanche h7 · Pion noir sur case noire d6 · Cavalier noir sur case blanche g6 · Pion blanc sur case noire c5 · Pion blanc sur case blanche d5 · Pion noir sur case noire e5 · Pion noir sur case noire g5 · Pion blanc sur case blanche e4 · Pion noir sur case noire f4 · Cavalier blanc sur case noire c3 · Pion blanc sur case blanche f3 · Pion blanc sur case blanche a2 · Pion blanc sur case noire b2 · Fou blanc sur case blanche e2 · Fou blanc sur case noire f2 · Pion blanc sur case blanche g2 · Pion blanc sur case noire h2 · Tour blanche sur case noire c1 · Dame blanche sur case blanche d1 · Cavalier blanc sur case noire e1 · Tour blanche sur case blanche f1 · Roi blanc sur case noire g1 | Tour noire sur case blanche a8 · Fou noir sur case blanche c8 · Dame noire sur case noire d8 · Tour noire sur case noire f8 · Roi noir sur case blanche g8 · Pion noir sur case noire a7 · Pion noir sur case blanche b7 · Pion noir sur case noire c7 · Cavalier noir sur case blanche d7 · Fou noir sur case noire g7 · Pion noir sur case blanche h7 · Pion noir sur case noire d6 · Cavalier noir sur case blanche g6 · Pion blanc sur case noire c5 · Pion blanc sur case blanche d5 · Pion noir sur case noire e5 · Pion noir sur case noire g5 · Pion blanc sur case blanche e4 · Pion noir sur case noire f4 · Cavalier blanc sur case noire c3 · Pion blanc sur case blanche f3 · Pion blanc sur case blanche a2 · Pion blanc sur case noire b2 · Fou blanc sur case blanche e2 · Fou blanc sur case noire f2 · Pion blanc sur case blanche g2 · Pion blanc sur case noire h2 · Tour blanche sur case noire c1 · Dame blanche sur case blanche d1 · Cavalier blanc sur case noire e1 · Tour blanche sur case blanche f1 · Roi blanc sur case noire g1 | Tour noire sur case blanche a8 · Fou noir sur case blanche c8 · Dame noire sur case noire d8 · Tour noire sur case noire f8 · Roi noir sur case blanche g8 · Pion noir sur case noire a7 · Pion noir sur case blanche b7 · Pion noir sur case noire c7 · Cavalier noir sur case blanche d7 · Fou noir sur case noire g7 · Pion noir sur case blanche h7 · Pion noir sur case noire d6 · Cavalier noir sur case blanche g6 · Pion blanc sur case noire c5 · Pion blanc sur case blanche d5 · Pion noir sur case noire e5 · Pion noir sur case noire g5 · Pion blanc sur case blanche e4 · Pion noir sur case noire f4 · Cavalier blanc sur case noire c3 · Pion blanc sur case blanche f3 · Pion blanc sur case blanche a2 · Pion blanc sur case noire b2 · Fou blanc sur case blanche e2 · Fou blanc sur case noire f2 · Pion blanc sur case blanche g2 · Pion blanc sur case noire h2 · Tour blanche sur case noire c1 · Dame blanche sur case blanche d1 · Cavalier blanc sur case noire e1 · Tour blanche sur case blanche f1 · Roi blanc sur case noire g1 | Tour noire sur case blanche a8 · Fou noir sur case blanche c8 · Dame noire sur case noire d8 · Tour noire sur case noire f8 · Roi noir sur case blanche g8 · Pion noir sur case noire a7 · Pion noir sur case blanche b7 · Pion noir sur case noire c7 · Cavalier noir sur case blanche d7 · Fou noir sur case noire g7 · Pion noir sur case blanche h7 · Pion noir sur case noire d6 · Cavalier noir sur case blanche g6 · Pion blanc sur case noire c5 · Pion blanc sur case blanche d5 · Pion noir sur case noire e5 · Pion noir sur case noire g5 · Pion blanc sur case blanche e4 · Pion noir sur case noire f4 · Cavalier blanc sur case noire c3 · Pion blanc sur case blanche f3 · Pion blanc sur case blanche a2 · Pion blanc sur case noire b2 · Fou blanc sur case blanche e2 · Fou blanc sur case noire f2 · Pion blanc sur case blanche g2 · Pion blanc sur case noire h2 · Tour blanche sur case noire c1 · Dame blanche sur case blanche d1 · Cavalier blanc sur case noire e1 · Tour blanche sur case blanche f1 · Roi blanc sur case noire g1 | Tour noire sur case blanche a8 · Fou noir sur case blanche c8 · Dame noire sur case noire d8 · Tour noire sur case noire f8 · Roi noir sur case blanche g8 · Pion noir sur case noire a7 · Pion noir sur case blanche b7 · Pion noir sur case noire c7 · Cavalier noir sur case blanche d7 · Fou noir sur case noire g7 · Pion noir sur case blanche h7 · Pion noir sur case noire d6 · Cavalier noir sur case blanche g6 · Pion blanc sur case noire c5 · Pion blanc sur case blanche d5 · Pion noir sur case noire e5 · Pion noir sur case noire g5 · Pion blanc sur case blanche e4 · Pion noir sur case noire f4 · Cavalier blanc sur case noire c3 · Pion blanc sur case blanche f3 · Pion blanc sur case blanche a2 · Pion blanc sur case noire b2 · Fou blanc sur case blanche e2 · Fou blanc sur case noire f2 · Pion blanc sur case blanche g2 · Pion blanc sur case noire h2 · Tour blanche sur case noire c1 · Dame blanche sur case blanche d1 · Cavalier blanc sur case noire e1 · Tour blanche sur case blanche f1 · Roi blanc sur case noire g1 | 5 |
| 4 | Tour noire sur case blanche a8 · Fou noir sur case blanche c8 · Dame noire sur case noire d8 · Tour noire sur case noire f8 · Roi noir sur case blanche g8 · Pion noir sur case noire a7 · Pion noir sur case blanche b7 · Pion noir sur case noire c7 · Cavalier noir sur case blanche d7 · Fou noir sur case noire g7 · Pion noir sur case blanche h7 · Pion noir sur case noire d6 · Cavalier noir sur case blanche g6 · Pion blanc sur case noire c5 · Pion blanc sur case blanche d5 · Pion noir sur case noire e5 · Pion noir sur case noire g5 · Pion blanc sur case blanche e4 · Pion noir sur case noire f4 · Cavalier blanc sur case noire c3 · Pion blanc sur case blanche f3 · Pion blanc sur case blanche a2 · Pion blanc sur case noire b2 · Fou blanc sur case blanche e2 · Fou blanc sur case noire f2 · Pion blanc sur case blanche g2 · Pion blanc sur case noire h2 · Tour blanche sur case noire c1 · Dame blanche sur case blanche d1 · Cavalier blanc sur case noire e1 · Tour blanche sur case blanche f1 · Roi blanc sur case noire g1 | Tour noire sur case blanche a8 · Fou noir sur case blanche c8 · Dame noire sur case noire d8 · Tour noire sur case noire f8 · Roi noir sur case blanche g8 · Pion noir sur case noire a7 · Pion noir sur case blanche b7 · Pion noir sur case noire c7 · Cavalier noir sur case blanche d7 · Fou noir sur case noire g7 · Pion noir sur case blanche h7 · Pion noir sur case noire d6 · Cavalier noir sur case blanche g6 · Pion blanc sur case noire c5 · Pion blanc sur case blanche d5 · Pion noir sur case noire e5 · Pion noir sur case noire g5 · Pion blanc sur case blanche e4 · Pion noir sur case noire f4 · Cavalier blanc sur case noire c3 · Pion blanc sur case blanche f3 · Pion blanc sur case blanche a2 · Pion blanc sur case noire b2 · Fou blanc sur case blanche e2 · Fou blanc sur case noire f2 · Pion blanc sur case blanche g2 · Pion blanc sur case noire h2 · Tour blanche sur case noire c1 · Dame blanche sur case blanche d1 · Cavalier blanc sur case noire e1 · Tour blanche sur case blanche f1 · Roi blanc sur case noire g1 | Tour noire sur case blanche a8 · Fou noir sur case blanche c8 · Dame noire sur case noire d8 · Tour noire sur case noire f8 · Roi noir sur case blanche g8 · Pion noir sur case noire a7 · Pion noir sur case blanche b7 · Pion noir sur case noire c7 · Cavalier noir sur case blanche d7 · Fou noir sur case noire g7 · Pion noir sur case blanche h7 · Pion noir sur case noire d6 · Cavalier noir sur case blanche g6 · Pion blanc sur case noire c5 · Pion blanc sur case blanche d5 · Pion noir sur case noire e5 · Pion noir sur case noire g5 · Pion blanc sur case blanche e4 · Pion noir sur case noire f4 · Cavalier blanc sur case noire c3 · Pion blanc sur case blanche f3 · Pion blanc sur case blanche a2 · Pion blanc sur case noire b2 · Fou blanc sur case blanche e2 · Fou blanc sur case noire f2 · Pion blanc sur case blanche g2 · Pion blanc sur case noire h2 · Tour blanche sur case noire c1 · Dame blanche sur case blanche d1 · Cavalier blanc sur case noire e1 · Tour blanche sur case blanche f1 · Roi blanc sur case noire g1 | Tour noire sur case blanche a8 · Fou noir sur case blanche c8 · Dame noire sur case noire d8 · Tour noire sur case noire f8 · Roi noir sur case blanche g8 · Pion noir sur case noire a7 · Pion noir sur case blanche b7 · Pion noir sur case noire c7 · Cavalier noir sur case blanche d7 · Fou noir sur case noire g7 · Pion noir sur case blanche h7 · Pion noir sur case noire d6 · Cavalier noir sur case blanche g6 · Pion blanc sur case noire c5 · Pion blanc sur case blanche d5 · Pion noir sur case noire e5 · Pion noir sur case noire g5 · Pion blanc sur case blanche e4 · Pion noir sur case noire f4 · Cavalier blanc sur case noire c3 · Pion blanc sur case blanche f3 · Pion blanc sur case blanche a2 · Pion blanc sur case noire b2 · Fou blanc sur case blanche e2 · Fou blanc sur case noire f2 · Pion blanc sur case blanche g2 · Pion blanc sur case noire h2 · Tour blanche sur case noire c1 · Dame blanche sur case blanche d1 · Cavalier blanc sur case noire e1 · Tour blanche sur case blanche f1 · Roi blanc sur case noire g1 | Tour noire sur case blanche a8 · Fou noir sur case blanche c8 · Dame noire sur case noire d8 · Tour noire sur case noire f8 · Roi noir sur case blanche g8 · Pion noir sur case noire a7 · Pion noir sur case blanche b7 · Pion noir sur case noire c7 · Cavalier noir sur case blanche d7 · Fou noir sur case noire g7 · Pion noir sur case blanche h7 · Pion noir sur case noire d6 · Cavalier noir sur case blanche g6 · Pion blanc sur case noire c5 · Pion blanc sur case blanche d5 · Pion noir sur case noire e5 · Pion noir sur case noire g5 · Pion blanc sur case blanche e4 · Pion noir sur case noire f4 · Cavalier blanc sur case noire c3 · Pion blanc sur case blanche f3 · Pion blanc sur case blanche a2 · Pion blanc sur case noire b2 · Fou blanc sur case blanche e2 · Fou blanc sur case noire f2 · Pion blanc sur case blanche g2 · Pion blanc sur case noire h2 · Tour blanche sur case noire c1 · Dame blanche sur case blanche d1 · Cavalier blanc sur case noire e1 · Tour blanche sur case blanche f1 · Roi blanc sur case noire g1 | Tour noire sur case blanche a8 · Fou noir sur case blanche c8 · Dame noire sur case noire d8 · Tour noire sur case noire f8 · Roi noir sur case blanche g8 · Pion noir sur case noire a7 · Pion noir sur case blanche b7 · Pion noir sur case noire c7 · Cavalier noir sur case blanche d7 · Fou noir sur case noire g7 · Pion noir sur case blanche h7 · Pion noir sur case noire d6 · Cavalier noir sur case blanche g6 · Pion blanc sur case noire c5 · Pion blanc sur case blanche d5 · Pion noir sur case noire e5 · Pion noir sur case noire g5 · Pion blanc sur case blanche e4 · Pion noir sur case noire f4 · Cavalier blanc sur case noire c3 · Pion blanc sur case blanche f3 · Pion blanc sur case blanche a2 · Pion blanc sur case noire b2 · Fou blanc sur case blanche e2 · Fou blanc sur case noire f2 · Pion blanc sur case blanche g2 · Pion blanc sur case noire h2 · Tour blanche sur case noire c1 · Dame blanche sur case blanche d1 · Cavalier blanc sur case noire e1 · Tour blanche sur case blanche f1 · Roi blanc sur case noire g1 | Tour noire sur case blanche a8 · Fou noir sur case blanche c8 · Dame noire sur case noire d8 · Tour noire sur case noire f8 · Roi noir sur case blanche g8 · Pion noir sur case noire a7 · Pion noir sur case blanche b7 · Pion noir sur case noire c7 · Cavalier noir sur case blanche d7 · Fou noir sur case noire g7 · Pion noir sur case blanche h7 · Pion noir sur case noire d6 · Cavalier noir sur case blanche g6 · Pion blanc sur case noire c5 · Pion blanc sur case blanche d5 · Pion noir sur case noire e5 · Pion noir sur case noire g5 · Pion blanc sur case blanche e4 · Pion noir sur case noire f4 · Cavalier blanc sur case noire c3 · Pion blanc sur case blanche f3 · Pion blanc sur case blanche a2 · Pion blanc sur case noire b2 · Fou blanc sur case blanche e2 · Fou blanc sur case noire f2 · Pion blanc sur case blanche g2 · Pion blanc sur case noire h2 · Tour blanche sur case noire c1 · Dame blanche sur case blanche d1 · Cavalier blanc sur case noire e1 · Tour blanche sur case blanche f1 · Roi blanc sur case noire g1 | Tour noire sur case blanche a8 · Fou noir sur case blanche c8 · Dame noire sur case noire d8 · Tour noire sur case noire f8 · Roi noir sur case blanche g8 · Pion noir sur case noire a7 · Pion noir sur case blanche b7 · Pion noir sur case noire c7 · Cavalier noir sur case blanche d7 · Fou noir sur case noire g7 · Pion noir sur case blanche h7 · Pion noir sur case noire d6 · Cavalier noir sur case blanche g6 · Pion blanc sur case noire c5 · Pion blanc sur case blanche d5 · Pion noir sur case noire e5 · Pion noir sur case noire g5 · Pion blanc sur case blanche e4 · Pion noir sur case noire f4 · Cavalier blanc sur case noire c3 · Pion blanc sur case blanche f3 · Pion blanc sur case blanche a2 · Pion blanc sur case noire b2 · Fou blanc sur case blanche e2 · Fou blanc sur case noire f2 · Pion blanc sur case blanche g2 · Pion blanc sur case noire h2 · Tour blanche sur case noire c1 · Dame blanche sur case blanche d1 · Cavalier blanc sur case noire e1 · Tour blanche sur case blanche f1 · Roi blanc sur case noire g1 | 4 |
| 3 | Tour noire sur case blanche a8 · Fou noir sur case blanche c8 · Dame noire sur case noire d8 · Tour noire sur case noire f8 · Roi noir sur case blanche g8 · Pion noir sur case noire a7 · Pion noir sur case blanche b7 · Pion noir sur case noire c7 · Cavalier noir sur case blanche d7 · Fou noir sur case noire g7 · Pion noir sur case blanche h7 · Pion noir sur case noire d6 · Cavalier noir sur case blanche g6 · Pion blanc sur case noire c5 · Pion blanc sur case blanche d5 · Pion noir sur case noire e5 · Pion noir sur case noire g5 · Pion blanc sur case blanche e4 · Pion noir sur case noire f4 · Cavalier blanc sur case noire c3 · Pion blanc sur case blanche f3 · Pion blanc sur case blanche a2 · Pion blanc sur case noire b2 · Fou blanc sur case blanche e2 · Fou blanc sur case noire f2 · Pion blanc sur case blanche g2 · Pion blanc sur case noire h2 · Tour blanche sur case noire c1 · Dame blanche sur case blanche d1 · Cavalier blanc sur case noire e1 · Tour blanche sur case blanche f1 · Roi blanc sur case noire g1 | Tour noire sur case blanche a8 · Fou noir sur case blanche c8 · Dame noire sur case noire d8 · Tour noire sur case noire f8 · Roi noir sur case blanche g8 · Pion noir sur case noire a7 · Pion noir sur case blanche b7 · Pion noir sur case noire c7 · Cavalier noir sur case blanche d7 · Fou noir sur case noire g7 · Pion noir sur case blanche h7 · Pion noir sur case noire d6 · Cavalier noir sur case blanche g6 · Pion blanc sur case noire c5 · Pion blanc sur case blanche d5 · Pion noir sur case noire e5 · Pion noir sur case noire g5 · Pion blanc sur case blanche e4 · Pion noir sur case noire f4 · Cavalier blanc sur case noire c3 · Pion blanc sur case blanche f3 · Pion blanc sur case blanche a2 · Pion blanc sur case noire b2 · Fou blanc sur case blanche e2 · Fou blanc sur case noire f2 · Pion blanc sur case blanche g2 · Pion blanc sur case noire h2 · Tour blanche sur case noire c1 · Dame blanche sur case blanche d1 · Cavalier blanc sur case noire e1 · Tour blanche sur case blanche f1 · Roi blanc sur case noire g1 | Tour noire sur case blanche a8 · Fou noir sur case blanche c8 · Dame noire sur case noire d8 · Tour noire sur case noire f8 · Roi noir sur case blanche g8 · Pion noir sur case noire a7 · Pion noir sur case blanche b7 · Pion noir sur case noire c7 · Cavalier noir sur case blanche d7 · Fou noir sur case noire g7 · Pion noir sur case blanche h7 · Pion noir sur case noire d6 · Cavalier noir sur case blanche g6 · Pion blanc sur case noire c5 · Pion blanc sur case blanche d5 · Pion noir sur case noire e5 · Pion noir sur case noire g5 · Pion blanc sur case blanche e4 · Pion noir sur case noire f4 · Cavalier blanc sur case noire c3 · Pion blanc sur case blanche f3 · Pion blanc sur case blanche a2 · Pion blanc sur case noire b2 · Fou blanc sur case blanche e2 · Fou blanc sur case noire f2 · Pion blanc sur case blanche g2 · Pion blanc sur case noire h2 · Tour blanche sur case noire c1 · Dame blanche sur case blanche d1 · Cavalier blanc sur case noire e1 · Tour blanche sur case blanche f1 · Roi blanc sur case noire g1 | Tour noire sur case blanche a8 · Fou noir sur case blanche c8 · Dame noire sur case noire d8 · Tour noire sur case noire f8 · Roi noir sur case blanche g8 · Pion noir sur case noire a7 · Pion noir sur case blanche b7 · Pion noir sur case noire c7 · Cavalier noir sur case blanche d7 · Fou noir sur case noire g7 · Pion noir sur case blanche h7 · Pion noir sur case noire d6 · Cavalier noir sur case blanche g6 · Pion blanc sur case noire c5 · Pion blanc sur case blanche d5 · Pion noir sur case noire e5 · Pion noir sur case noire g5 · Pion blanc sur case blanche e4 · Pion noir sur case noire f4 · Cavalier blanc sur case noire c3 · Pion blanc sur case blanche f3 · Pion blanc sur case blanche a2 · Pion blanc sur case noire b2 · Fou blanc sur case blanche e2 · Fou blanc sur case noire f2 · Pion blanc sur case blanche g2 · Pion blanc sur case noire h2 · Tour blanche sur case noire c1 · Dame blanche sur case blanche d1 · Cavalier blanc sur case noire e1 · Tour blanche sur case blanche f1 · Roi blanc sur case noire g1 | Tour noire sur case blanche a8 · Fou noir sur case blanche c8 · Dame noire sur case noire d8 · Tour noire sur case noire f8 · Roi noir sur case blanche g8 · Pion noir sur case noire a7 · Pion noir sur case blanche b7 · Pion noir sur case noire c7 · Cavalier noir sur case blanche d7 · Fou noir sur case noire g7 · Pion noir sur case blanche h7 · Pion noir sur case noire d6 · Cavalier noir sur case blanche g6 · Pion blanc sur case noire c5 · Pion blanc sur case blanche d5 · Pion noir sur case noire e5 · Pion noir sur case noire g5 · Pion blanc sur case blanche e4 · Pion noir sur case noire f4 · Cavalier blanc sur case noire c3 · Pion blanc sur case blanche f3 · Pion blanc sur case blanche a2 · Pion blanc sur case noire b2 · Fou blanc sur case blanche e2 · Fou blanc sur case noire f2 · Pion blanc sur case blanche g2 · Pion blanc sur case noire h2 · Tour blanche sur case noire c1 · Dame blanche sur case blanche d1 · Cavalier blanc sur case noire e1 · Tour blanche sur case blanche f1 · Roi blanc sur case noire g1 | Tour noire sur case blanche a8 · Fou noir sur case blanche c8 · Dame noire sur case noire d8 · Tour noire sur case noire f8 · Roi noir sur case blanche g8 · Pion noir sur case noire a7 · Pion noir sur case blanche b7 · Pion noir sur case noire c7 · Cavalier noir sur case blanche d7 · Fou noir sur case noire g7 · Pion noir sur case blanche h7 · Pion noir sur case noire d6 · Cavalier noir sur case blanche g6 · Pion blanc sur case noire c5 · Pion blanc sur case blanche d5 · Pion noir sur case noire e5 · Pion noir sur case noire g5 · Pion blanc sur case blanche e4 · Pion noir sur case noire f4 · Cavalier blanc sur case noire c3 · Pion blanc sur case blanche f3 · Pion blanc sur case blanche a2 · Pion blanc sur case noire b2 · Fou blanc sur case blanche e2 · Fou blanc sur case noire f2 · Pion blanc sur case blanche g2 · Pion blanc sur case noire h2 · Tour blanche sur case noire c1 · Dame blanche sur case blanche d1 · Cavalier blanc sur case noire e1 · Tour blanche sur case blanche f1 · Roi blanc sur case noire g1 | Tour noire sur case blanche a8 · Fou noir sur case blanche c8 · Dame noire sur case noire d8 · Tour noire sur case noire f8 · Roi noir sur case blanche g8 · Pion noir sur case noire a7 · Pion noir sur case blanche b7 · Pion noir sur case noire c7 · Cavalier noir sur case blanche d7 · Fou noir sur case noire g7 · Pion noir sur case blanche h7 · Pion noir sur case noire d6 · Cavalier noir sur case blanche g6 · Pion blanc sur case noire c5 · Pion blanc sur case blanche d5 · Pion noir sur case noire e5 · Pion noir sur case noire g5 · Pion blanc sur case blanche e4 · Pion noir sur case noire f4 · Cavalier blanc sur case noire c3 · Pion blanc sur case blanche f3 · Pion blanc sur case blanche a2 · Pion blanc sur case noire b2 · Fou blanc sur case blanche e2 · Fou blanc sur case noire f2 · Pion blanc sur case blanche g2 · Pion blanc sur case noire h2 · Tour blanche sur case noire c1 · Dame blanche sur case blanche d1 · Cavalier blanc sur case noire e1 · Tour blanche sur case blanche f1 · Roi blanc sur case noire g1 | Tour noire sur case blanche a8 · Fou noir sur case blanche c8 · Dame noire sur case noire d8 · Tour noire sur case noire f8 · Roi noir sur case blanche g8 · Pion noir sur case noire a7 · Pion noir sur case blanche b7 · Pion noir sur case noire c7 · Cavalier noir sur case blanche d7 · Fou noir sur case noire g7 · Pion noir sur case blanche h7 · Pion noir sur case noire d6 · Cavalier noir sur case blanche g6 · Pion blanc sur case noire c5 · Pion blanc sur case blanche d5 · Pion noir sur case noire e5 · Pion noir sur case noire g5 · Pion blanc sur case blanche e4 · Pion noir sur case noire f4 · Cavalier blanc sur case noire c3 · Pion blanc sur case blanche f3 · Pion blanc sur case blanche a2 · Pion blanc sur case noire b2 · Fou blanc sur case blanche e2 · Fou blanc sur case noire f2 · Pion blanc sur case blanche g2 · Pion blanc sur case noire h2 · Tour blanche sur case noire c1 · Dame blanche sur case blanche d1 · Cavalier blanc sur case noire e1 · Tour blanche sur case blanche f1 · Roi blanc sur case noire g1 | 3 |
| 2 | Tour noire sur case blanche a8 · Fou noir sur case blanche c8 · Dame noire sur case noire d8 · Tour noire sur case noire f8 · Roi noir sur case blanche g8 · Pion noir sur case noire a7 · Pion noir sur case blanche b7 · Pion noir sur case noire c7 · Cavalier noir sur case blanche d7 · Fou noir sur case noire g7 · Pion noir sur case blanche h7 · Pion noir sur case noire d6 · Cavalier noir sur case blanche g6 · Pion blanc sur case noire c5 · Pion blanc sur case blanche d5 · Pion noir sur case noire e5 · Pion noir sur case noire g5 · Pion blanc sur case blanche e4 · Pion noir sur case noire f4 · Cavalier blanc sur case noire c3 · Pion blanc sur case blanche f3 · Pion blanc sur case blanche a2 · Pion blanc sur case noire b2 · Fou blanc sur case blanche e2 · Fou blanc sur case noire f2 · Pion blanc sur case blanche g2 · Pion blanc sur case noire h2 · Tour blanche sur case noire c1 · Dame blanche sur case blanche d1 · Cavalier blanc sur case noire e1 · Tour blanche sur case blanche f1 · Roi blanc sur case noire g1 | Tour noire sur case blanche a8 · Fou noir sur case blanche c8 · Dame noire sur case noire d8 · Tour noire sur case noire f8 · Roi noir sur case blanche g8 · Pion noir sur case noire a7 · Pion noir sur case blanche b7 · Pion noir sur case noire c7 · Cavalier noir sur case blanche d7 · Fou noir sur case noire g7 · Pion noir sur case blanche h7 · Pion noir sur case noire d6 · Cavalier noir sur case blanche g6 · Pion blanc sur case noire c5 · Pion blanc sur case blanche d5 · Pion noir sur case noire e5 · Pion noir sur case noire g5 · Pion blanc sur case blanche e4 · Pion noir sur case noire f4 · Cavalier blanc sur case noire c3 · Pion blanc sur case blanche f3 · Pion blanc sur case blanche a2 · Pion blanc sur case noire b2 · Fou blanc sur case blanche e2 · Fou blanc sur case noire f2 · Pion blanc sur case blanche g2 · Pion blanc sur case noire h2 · Tour blanche sur case noire c1 · Dame blanche sur case blanche d1 · Cavalier blanc sur case noire e1 · Tour blanche sur case blanche f1 · Roi blanc sur case noire g1 | Tour noire sur case blanche a8 · Fou noir sur case blanche c8 · Dame noire sur case noire d8 · Tour noire sur case noire f8 · Roi noir sur case blanche g8 · Pion noir sur case noire a7 · Pion noir sur case blanche b7 · Pion noir sur case noire c7 · Cavalier noir sur case blanche d7 · Fou noir sur case noire g7 · Pion noir sur case blanche h7 · Pion noir sur case noire d6 · Cavalier noir sur case blanche g6 · Pion blanc sur case noire c5 · Pion blanc sur case blanche d5 · Pion noir sur case noire e5 · Pion noir sur case noire g5 · Pion blanc sur case blanche e4 · Pion noir sur case noire f4 · Cavalier blanc sur case noire c3 · Pion blanc sur case blanche f3 · Pion blanc sur case blanche a2 · Pion blanc sur case noire b2 · Fou blanc sur case blanche e2 · Fou blanc sur case noire f2 · Pion blanc sur case blanche g2 · Pion blanc sur case noire h2 · Tour blanche sur case noire c1 · Dame blanche sur case blanche d1 · Cavalier blanc sur case noire e1 · Tour blanche sur case blanche f1 · Roi blanc sur case noire g1 | Tour noire sur case blanche a8 · Fou noir sur case blanche c8 · Dame noire sur case noire d8 · Tour noire sur case noire f8 · Roi noir sur case blanche g8 · Pion noir sur case noire a7 · Pion noir sur case blanche b7 · Pion noir sur case noire c7 · Cavalier noir sur case blanche d7 · Fou noir sur case noire g7 · Pion noir sur case blanche h7 · Pion noir sur case noire d6 · Cavalier noir sur case blanche g6 · Pion blanc sur case noire c5 · Pion blanc sur case blanche d5 · Pion noir sur case noire e5 · Pion noir sur case noire g5 · Pion blanc sur case blanche e4 · Pion noir sur case noire f4 · Cavalier blanc sur case noire c3 · Pion blanc sur case blanche f3 · Pion blanc sur case blanche a2 · Pion blanc sur case noire b2 · Fou blanc sur case blanche e2 · Fou blanc sur case noire f2 · Pion blanc sur case blanche g2 · Pion blanc sur case noire h2 · Tour blanche sur case noire c1 · Dame blanche sur case blanche d1 · Cavalier blanc sur case noire e1 · Tour blanche sur case blanche f1 · Roi blanc sur case noire g1 | Tour noire sur case blanche a8 · Fou noir sur case blanche c8 · Dame noire sur case noire d8 · Tour noire sur case noire f8 · Roi noir sur case blanche g8 · Pion noir sur case noire a7 · Pion noir sur case blanche b7 · Pion noir sur case noire c7 · Cavalier noir sur case blanche d7 · Fou noir sur case noire g7 · Pion noir sur case blanche h7 · Pion noir sur case noire d6 · Cavalier noir sur case blanche g6 · Pion blanc sur case noire c5 · Pion blanc sur case blanche d5 · Pion noir sur case noire e5 · Pion noir sur case noire g5 · Pion blanc sur case blanche e4 · Pion noir sur case noire f4 · Cavalier blanc sur case noire c3 · Pion blanc sur case blanche f3 · Pion blanc sur case blanche a2 · Pion blanc sur case noire b2 · Fou blanc sur case blanche e2 · Fou blanc sur case noire f2 · Pion blanc sur case blanche g2 · Pion blanc sur case noire h2 · Tour blanche sur case noire c1 · Dame blanche sur case blanche d1 · Cavalier blanc sur case noire e1 · Tour blanche sur case blanche f1 · Roi blanc sur case noire g1 | Tour noire sur case blanche a8 · Fou noir sur case blanche c8 · Dame noire sur case noire d8 · Tour noire sur case noire f8 · Roi noir sur case blanche g8 · Pion noir sur case noire a7 · Pion noir sur case blanche b7 · Pion noir sur case noire c7 · Cavalier noir sur case blanche d7 · Fou noir sur case noire g7 · Pion noir sur case blanche h7 · Pion noir sur case noire d6 · Cavalier noir sur case blanche g6 · Pion blanc sur case noire c5 · Pion blanc sur case blanche d5 · Pion noir sur case noire e5 · Pion noir sur case noire g5 · Pion blanc sur case blanche e4 · Pion noir sur case noire f4 · Cavalier blanc sur case noire c3 · Pion blanc sur case blanche f3 · Pion blanc sur case blanche a2 · Pion blanc sur case noire b2 · Fou blanc sur case blanche e2 · Fou blanc sur case noire f2 · Pion blanc sur case blanche g2 · Pion blanc sur case noire h2 · Tour blanche sur case noire c1 · Dame blanche sur case blanche d1 · Cavalier blanc sur case noire e1 · Tour blanche sur case blanche f1 · Roi blanc sur case noire g1 | Tour noire sur case blanche a8 · Fou noir sur case blanche c8 · Dame noire sur case noire d8 · Tour noire sur case noire f8 · Roi noir sur case blanche g8 · Pion noir sur case noire a7 · Pion noir sur case blanche b7 · Pion noir sur case noire c7 · Cavalier noir sur case blanche d7 · Fou noir sur case noire g7 · Pion noir sur case blanche h7 · Pion noir sur case noire d6 · Cavalier noir sur case blanche g6 · Pion blanc sur case noire c5 · Pion blanc sur case blanche d5 · Pion noir sur case noire e5 · Pion noir sur case noire g5 · Pion blanc sur case blanche e4 · Pion noir sur case noire f4 · Cavalier blanc sur case noire c3 · Pion blanc sur case blanche f3 · Pion blanc sur case blanche a2 · Pion blanc sur case noire b2 · Fou blanc sur case blanche e2 · Fou blanc sur case noire f2 · Pion blanc sur case blanche g2 · Pion blanc sur case noire h2 · Tour blanche sur case noire c1 · Dame blanche sur case blanche d1 · Cavalier blanc sur case noire e1 · Tour blanche sur case blanche f1 · Roi blanc sur case noire g1 | Tour noire sur case blanche a8 · Fou noir sur case blanche c8 · Dame noire sur case noire d8 · Tour noire sur case noire f8 · Roi noir sur case blanche g8 · Pion noir sur case noire a7 · Pion noir sur case blanche b7 · Pion noir sur case noire c7 · Cavalier noir sur case blanche d7 · Fou noir sur case noire g7 · Pion noir sur case blanche h7 · Pion noir sur case noire d6 · Cavalier noir sur case blanche g6 · Pion blanc sur case noire c5 · Pion blanc sur case blanche d5 · Pion noir sur case noire e5 · Pion noir sur case noire g5 · Pion blanc sur case blanche e4 · Pion noir sur case noire f4 · Cavalier blanc sur case noire c3 · Pion blanc sur case blanche f3 · Pion blanc sur case blanche a2 · Pion blanc sur case noire b2 · Fou blanc sur case blanche e2 · Fou blanc sur case noire f2 · Pion blanc sur case blanche g2 · Pion blanc sur case noire h2 · Tour blanche sur case noire c1 · Dame blanche sur case blanche d1 · Cavalier blanc sur case noire e1 · Tour blanche sur case blanche f1 · Roi blanc sur case noire g1 | 2 |
| 1 | Tour noire sur case blanche a8 · Fou noir sur case blanche c8 · Dame noire sur case noire d8 · Tour noire sur case noire f8 · Roi noir sur case blanche g8 · Pion noir sur case noire a7 · Pion noir sur case blanche b7 · Pion noir sur case noire c7 · Cavalier noir sur case blanche d7 · Fou noir sur case noire g7 · Pion noir sur case blanche h7 · Pion noir sur case noire d6 · Cavalier noir sur case blanche g6 · Pion blanc sur case noire c5 · Pion blanc sur case blanche d5 · Pion noir sur case noire e5 · Pion noir sur case noire g5 · Pion blanc sur case blanche e4 · Pion noir sur case noire f4 · Cavalier blanc sur case noire c3 · Pion blanc sur case blanche f3 · Pion blanc sur case blanche a2 · Pion blanc sur case noire b2 · Fou blanc sur case blanche e2 · Fou blanc sur case noire f2 · Pion blanc sur case blanche g2 · Pion blanc sur case noire h2 · Tour blanche sur case noire c1 · Dame blanche sur case blanche d1 · Cavalier blanc sur case noire e1 · Tour blanche sur case blanche f1 · Roi blanc sur case noire g1 | Tour noire sur case blanche a8 · Fou noir sur case blanche c8 · Dame noire sur case noire d8 · Tour noire sur case noire f8 · Roi noir sur case blanche g8 · Pion noir sur case noire a7 · Pion noir sur case blanche b7 · Pion noir sur case noire c7 · Cavalier noir sur case blanche d7 · Fou noir sur case noire g7 · Pion noir sur case blanche h7 · Pion noir sur case noire d6 · Cavalier noir sur case blanche g6 · Pion blanc sur case noire c5 · Pion blanc sur case blanche d5 · Pion noir sur case noire e5 · Pion noir sur case noire g5 · Pion blanc sur case blanche e4 · Pion noir sur case noire f4 · Cavalier blanc sur case noire c3 · Pion blanc sur case blanche f3 · Pion blanc sur case blanche a2 · Pion blanc sur case noire b2 · Fou blanc sur case blanche e2 · Fou blanc sur case noire f2 · Pion blanc sur case blanche g2 · Pion blanc sur case noire h2 · Tour blanche sur case noire c1 · Dame blanche sur case blanche d1 · Cavalier blanc sur case noire e1 · Tour blanche sur case blanche f1 · Roi blanc sur case noire g1 | Tour noire sur case blanche a8 · Fou noir sur case blanche c8 · Dame noire sur case noire d8 · Tour noire sur case noire f8 · Roi noir sur case blanche g8 · Pion noir sur case noire a7 · Pion noir sur case blanche b7 · Pion noir sur case noire c7 · Cavalier noir sur case blanche d7 · Fou noir sur case noire g7 · Pion noir sur case blanche h7 · Pion noir sur case noire d6 · Cavalier noir sur case blanche g6 · Pion blanc sur case noire c5 · Pion blanc sur case blanche d5 · Pion noir sur case noire e5 · Pion noir sur case noire g5 · Pion blanc sur case blanche e4 · Pion noir sur case noire f4 · Cavalier blanc sur case noire c3 · Pion blanc sur case blanche f3 · Pion blanc sur case blanche a2 · Pion blanc sur case noire b2 · Fou blanc sur case blanche e2 · Fou blanc sur case noire f2 · Pion blanc sur case blanche g2 · Pion blanc sur case noire h2 · Tour blanche sur case noire c1 · Dame blanche sur case blanche d1 · Cavalier blanc sur case noire e1 · Tour blanche sur case blanche f1 · Roi blanc sur case noire g1 | Tour noire sur case blanche a8 · Fou noir sur case blanche c8 · Dame noire sur case noire d8 · Tour noire sur case noire f8 · Roi noir sur case blanche g8 · Pion noir sur case noire a7 · Pion noir sur case blanche b7 · Pion noir sur case noire c7 · Cavalier noir sur case blanche d7 · Fou noir sur case noire g7 · Pion noir sur case blanche h7 · Pion noir sur case noire d6 · Cavalier noir sur case blanche g6 · Pion blanc sur case noire c5 · Pion blanc sur case blanche d5 · Pion noir sur case noire e5 · Pion noir sur case noire g5 · Pion blanc sur case blanche e4 · Pion noir sur case noire f4 · Cavalier blanc sur case noire c3 · Pion blanc sur case blanche f3 · Pion blanc sur case blanche a2 · Pion blanc sur case noire b2 · Fou blanc sur case blanche e2 · Fou blanc sur case noire f2 · Pion blanc sur case blanche g2 · Pion blanc sur case noire h2 · Tour blanche sur case noire c1 · Dame blanche sur case blanche d1 · Cavalier blanc sur case noire e1 · Tour blanche sur case blanche f1 · Roi blanc sur case noire g1 | Tour noire sur case blanche a8 · Fou noir sur case blanche c8 · Dame noire sur case noire d8 · Tour noire sur case noire f8 · Roi noir sur case blanche g8 · Pion noir sur case noire a7 · Pion noir sur case blanche b7 · Pion noir sur case noire c7 · Cavalier noir sur case blanche d7 · Fou noir sur case noire g7 · Pion noir sur case blanche h7 · Pion noir sur case noire d6 · Cavalier noir sur case blanche g6 · Pion blanc sur case noire c5 · Pion blanc sur case blanche d5 · Pion noir sur case noire e5 · Pion noir sur case noire g5 · Pion blanc sur case blanche e4 · Pion noir sur case noire f4 · Cavalier blanc sur case noire c3 · Pion blanc sur case blanche f3 · Pion blanc sur case blanche a2 · Pion blanc sur case noire b2 · Fou blanc sur case blanche e2 · Fou blanc sur case noire f2 · Pion blanc sur case blanche g2 · Pion blanc sur case noire h2 · Tour blanche sur case noire c1 · Dame blanche sur case blanche d1 · Cavalier blanc sur case noire e1 · Tour blanche sur case blanche f1 · Roi blanc sur case noire g1 | Tour noire sur case blanche a8 · Fou noir sur case blanche c8 · Dame noire sur case noire d8 · Tour noire sur case noire f8 · Roi noir sur case blanche g8 · Pion noir sur case noire a7 · Pion noir sur case blanche b7 · Pion noir sur case noire c7 · Cavalier noir sur case blanche d7 · Fou noir sur case noire g7 · Pion noir sur case blanche h7 · Pion noir sur case noire d6 · Cavalier noir sur case blanche g6 · Pion blanc sur case noire c5 · Pion blanc sur case blanche d5 · Pion noir sur case noire e5 · Pion noir sur case noire g5 · Pion blanc sur case blanche e4 · Pion noir sur case noire f4 · Cavalier blanc sur case noire c3 · Pion blanc sur case blanche f3 · Pion blanc sur case blanche a2 · Pion blanc sur case noire b2 · Fou blanc sur case blanche e2 · Fou blanc sur case noire f2 · Pion blanc sur case blanche g2 · Pion blanc sur case noire h2 · Tour blanche sur case noire c1 · Dame blanche sur case blanche d1 · Cavalier blanc sur case noire e1 · Tour blanche sur case blanche f1 · Roi blanc sur case noire g1 | Tour noire sur case blanche a8 · Fou noir sur case blanche c8 · Dame noire sur case noire d8 · Tour noire sur case noire f8 · Roi noir sur case blanche g8 · Pion noir sur case noire a7 · Pion noir sur case blanche b7 · Pion noir sur case noire c7 · Cavalier noir sur case blanche d7 · Fou noir sur case noire g7 · Pion noir sur case blanche h7 · Pion noir sur case noire d6 · Cavalier noir sur case blanche g6 · Pion blanc sur case noire c5 · Pion blanc sur case blanche d5 · Pion noir sur case noire e5 · Pion noir sur case noire g5 · Pion blanc sur case blanche e4 · Pion noir sur case noire f4 · Cavalier blanc sur case noire c3 · Pion blanc sur case blanche f3 · Pion blanc sur case blanche a2 · Pion blanc sur case noire b2 · Fou blanc sur case blanche e2 · Fou blanc sur case noire f2 · Pion blanc sur case blanche g2 · Pion blanc sur case noire h2 · Tour blanche sur case noire c1 · Dame blanche sur case blanche d1 · Cavalier blanc sur case noire e1 · Tour blanche sur case blanche f1 · Roi blanc sur case noire g1 | Tour noire sur case blanche a8 · Fou noir sur case blanche c8 · Dame noire sur case noire d8 · Tour noire sur case noire f8 · Roi noir sur case blanche g8 · Pion noir sur case noire a7 · Pion noir sur case blanche b7 · Pion noir sur case noire c7 · Cavalier noir sur case blanche d7 · Fou noir sur case noire g7 · Pion noir sur case blanche h7 · Pion noir sur case noire d6 · Cavalier noir sur case blanche g6 · Pion blanc sur case noire c5 · Pion blanc sur case blanche d5 · Pion noir sur case noire e5 · Pion noir sur case noire g5 · Pion blanc sur case blanche e4 · Pion noir sur case noire f4 · Cavalier blanc sur case noire c3 · Pion blanc sur case blanche f3 · Pion blanc sur case blanche a2 · Pion blanc sur case noire b2 · Fou blanc sur case blanche e2 · Fou blanc sur case noire f2 · Pion blanc sur case blanche g2 · Pion blanc sur case noire h2 · Tour blanche sur case noire c1 · Dame blanche sur case blanche d1 · Cavalier blanc sur case noire e1 · Tour blanche sur case blanche f1 · Roi blanc sur case noire g1 | 1 |
|   | a | b | c | d | e | f | g | h |   |

Aux échecs, le gambit Kozul (code ECO E98) est une variante d'ouverture de la défense est-indienne qui s’obtient après les coups :
- 1. d4 Cf6 2. c4 g6 3. Cc3 Fg7 4. e4 d6 5. Cf3 O-O 6. Fe2 e5 7. O-O Cc6 8. d5 Ce7 9. Ce1 Cd7 10. Fe3 f5 11. f3 f4 12. Ff2 g5 13. Tc1 Cg6 14. c5!?[1].

Il a été nommé après le grand maître croate Zdenko Kožul qui l'utilisa en 1991 lors d'une partie contre John Fedorowicz pendant le tournoi de Wijk aan Zee en 1991.

## Parties
- Kozul-Fedorowicz, 1991, ½-½
- Le gambit Kozul a été utilisé par Wesley So en 2015 pour battre Ding Liren au tournoi d'échecs de Bilbao[3],[4].